# کرنش حلقه
در شیمی آلی، کرنش حلقه نوعی ناپایداری است که زمانی به وجود می‌آید که پیوندها در یک مولکول زوایایی غیرطبیعی تشکیل دهند. کرنش معمولاً برای حلقه‌های کوچکی مانند سیکلوپروپان‌ها و سیکلوبوتان‌ها مورد بحث قرار می‌گیرد که زوایای داخلی آن‌ها به‌طور قابل‌توجهی کوچک‌تر از مقدار ایده‌آل تقریباً ۱۰۹ درجه است. به دلیل کرنش زیاد آنها، گرمای احتراق برای این حلقه‌های کوچک بالا می‌رود.
کرنش حلقه از ترکیبی از کرنش زاویه‌ای، کرنش ساختاری یا کرنش پیتزر (برهم کنش‌های گرفتگی پیچشی) و کرنش بین حلقوی، که به عنوان کرنش واندروالس یا کرنش Prelog نیز شناخته می‌شود، به وجود می‌آید. ساده‌ترین نمونه‌های کرنش زاویه ای سیکلوآلکان‌های کوچکی مانند سیکلوپروپان و سیکلوبوتان هستند.
انرژی کرنش حلقه را می‌توان به انرژی مورد نیاز برای اعوجاج زوایای پیوند و پیوند به منظور بستن یک حلقه نسبت داد.
اعتقاد بر این است که انرژی کرنش حلقه، عامل افزایش سرعت در تغییر واکنش‌های حلقه است. برهمکنش آن با انرژی‌های پیوند سنتی، آنتالپی ترکیبات را تغییر می‌دهد که بر سینتیک و ترمودینامیک واکنش‌های کرنش حلقه تأثیر می‌گذارد.

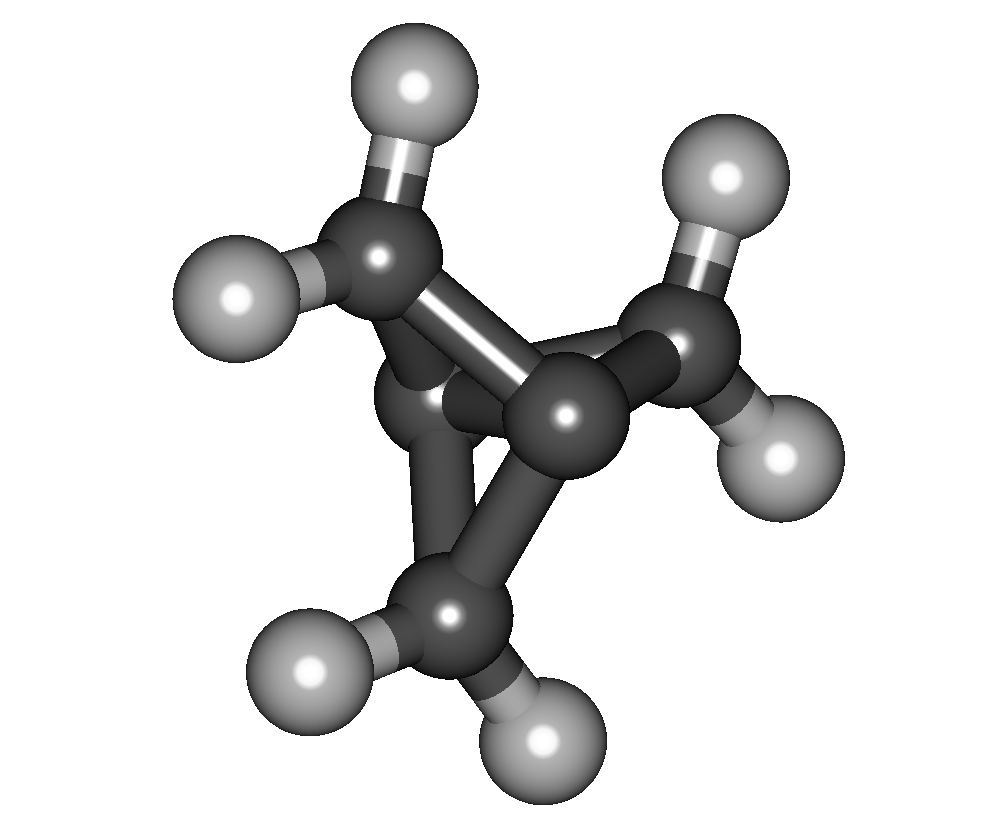
۱٫۱٫۱ - پیشرانه (C2(CH2)3) یکی از پر فشارترین مولکول‌های شناخته شده است.

## تاریخچه
نظریه کرنش حلقه اولین بار توسط شیمیدان آلمانی آدولف فون بایر در سال ۱۸۹۰ ارائه شد. پیش از این، تنها پیوندهایی که وجود داشتند پیچشی و فضایی بودند. با این حال، نظریه بایر مبتنی بر تعامل بین دو سویه شد.
نظریه بایر بر این فرض استوار بود که ترکیبات حلقه دار مسطح هستند. بعداً، تقریباً در همان زمان، هرمان ساکس فرضیه خود را مبنی بر اینکه حلقه‌های مرکب مسطح نیستند و به‌طور بالقوه در یک شکل «صندلی» وجود دارند، شکل داد. ارنست مور بعداً این دو نظریه را برای توضیح پایداری حلقه‌های شش عضوی و فرکانس آنها در طبیعت و همچنین سطوح انرژی سایر ساختارهای حلقه ترکیب کرد.

## کرنش زاویه ای (کرنش بایر)

### آلکان‌ها
در آلکان‌ها، همپوشانی بهینه اوربیتال‌های اتمی در ۱۰۹٫۵ درجه به دست می‌آید. رایج‌ترین ترکیبات حلقوی دارای پنج یا شش کربن در حلقه خود هستند. آدولف فون بایر در سال ۱۹۰۵ جایزه نوبل را برای کشف نظریه کرنش بایر دریافت کرد، که توضیحی از پایداری نسبی مولکول‌های حلقوی در سال ۱۸۸۵ بود.
کرنش زاویه ای زمانی اتفاق می‌افتد که زوایای پیوند از زوایای پیوند ایده‌آل منحرف شوند تا به حداکثر استحکام پیوند در یک ترکیب شیمیایی خاص دست یابند. کرنش زاویه ای معمولاً مولکول‌های حلقوی را تحت تأثیر قرار می‌دهد که فاقد انعطاف‌پذیری مولکول‌های غیر حلقوی هستند.
کرنش زاویه ای یک مولکول را بی‌ثبات می‌کند، همان‌طور که در واکنش پذیری بالاتر و گرمای احتراق بالا ظاهر می‌شود. حداکثر استحکام پیوند ناشی از همپوشانی مؤثر اوربیتال‌های اتمی در یک پیوند شیمیایی است. یک معیار کمی برای کرنش زاویه ای انرژی کرنش است. کرنش زاویه ای و کرنش پیچشی ترکیب می‌شوند تا کرنش حلقه ای ایجاد کنند که بر مولکول‌های حلقوی تأثیر می‌گذارد.
{\displaystyle {\ce {C}}_{n}{\ce {H}}_{2n}+{\tfrac {3n}{2}}{\ce {O2}}\longrightarrow n{\ce {CO2}}+n{\ce {H2O}}-\Delta H_{\text{combustion}}}
انرژی‌های نرمال‌شده‌ای که امکان مقایسه سویه‌های حلقه را فراهم می‌کنند با اندازه‌گیری در هر گروه متیلن (CH2) گرمای مولی احتراق در سیکلوآلکان‌ها به‌دست می‌آیند.
ΔHcombustion per CH2 − 658.6 kJ = strain per CH2
مقدار ۶۵۸٫۶ کیلوژول در هر مول از یک آلکان زنجیر بلند صاف نشده به دست می‌آید.
سویه برخی از حلقه‌های رایج سیکلوآلکان
| اندازه انگشتر | انرژی کرنش (کیلو کالری/مول) |    | اندازه انگشتر | انرژی کرنش (کیلو کالری/مول) |
| ------------- | --------------------------- | -- | ------------- | --------------------------- |
| ۳             | ۲۷٫۵                        |    | ۱۰            | ۱۲٫۴                        |
| ۴             | ۲۶٫۳                        | ۱۱ | ۱۱٫۳          |                             |
| ۵             | ۶٫۲                         | ۱۲ | ۴٫۱           |                             |
| ۶             | ۰٫۱                         | ۱۳ | ۵٫۲           |                             |
| ۷             | ۶٫۲                         | ۱۴ | ۱٫۹           |                             |
| ۸             | ۹٫۷                         | ۱۵ | ۱٫۹           |                             |
| ۹             | ۱۲٫۶                        | ۱۶ | ۲٫۰           |                             |

سیکلوآلکان‌ها عموماً دارای کرنش حلقه کمتری نسبت به سیکلوآلکن‌ها هستند که در مقایسه سیکلوپروپان و سیکلوپروپن مشاهده می‌شود.

### کرنش زاویه ای در آلکن‌ها
آلکن‌های حلقوی در معرض فشار ناشی از اعوجاج مراکز کربن هیبرید شده sp 2 هستند. نمونه C 60 است که در آن مراکز کربن هرمی هستند. این اعوجاج باعث افزایش واکنش پذیری این مولکول می‌شود. کرنش زاویه‌ای نیز مبنای قانون بردت است که حکم می‌کند مراکز کربن سر پل در آلکن‌ها گنجانده نمی‌شوند زیرا آلکن حاصل در معرض کرنش زاویه‌ای شدید قرار می‌گیرد.

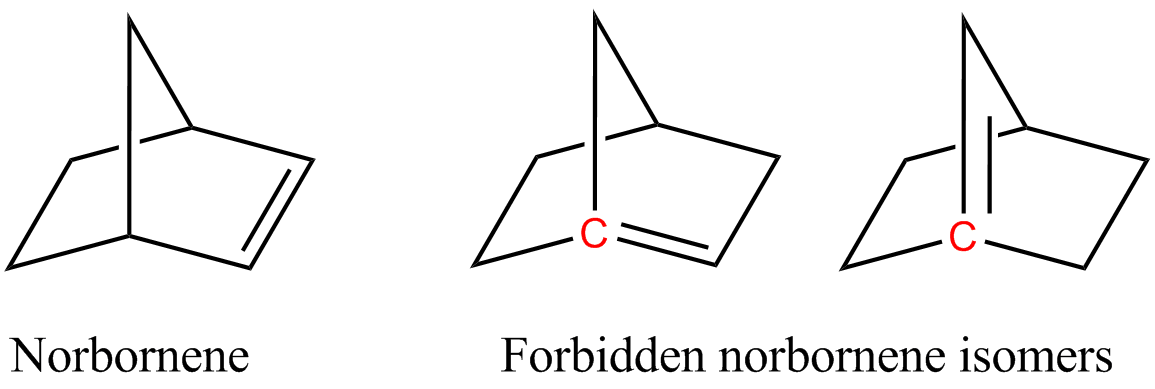
قاعده بردت که نشان می‌دهد آلکن‌ها به ندرت دارای مراکز کربن سر پل هستند. این قانون نتیجه کرنش زاویه است.

ترانس سیکلوآلکن‌های کوچک دارای فشار حلقه ای زیادی هستند که نمی‌توانند برای مدت زمان طولانی وجود داشته باشند. به عنوان مثال، کوچک‌ترین ترانس سیکلوآلکانی که جدا شده است، ترانس سیکلوکتن است. ترانس سیکلوهپتن از طریق اسپکتروفتومتری برای بازه‌های زمانی دقیقه ای شناسایی شده است، و تصور می‌شود که ترانس سیکلوهگزن یک واسطه در برخی واکنش‌ها باشد. هیچ ترانس سیکلوآلکنی کوچکتری شناخته نشده است. برعکس، در حالی که سیس-سیکلوآلکن‌های کوچک دارای کرنش حلقه ای هستند، آنها دارای کرنش حلقه ای بسیار کمتری نسبت به ترانس سیکلوآلکن‌های کوچک هستند.
به‌طور کلی، افزایش سطوح غیر اشباع در آلکن‌ها منجر به کرنش بیشتر حلقه می‌شود. افزایش غیراشباع بودن منجر به کرنش بیشتر حلقه در سیکلوپروپن می‌شود. بنابراین سیکلوپروپن آلکنی است که بیشترین کرنش حلقه را بین دو مورد ذکر شده دارد. هیبریداسیون‌ها و هندسه‌های متفاوت بین سیکلوپروپن و سیکلوپروپان به افزایش کرنش حلقه کمک می‌کند. سیکلوپروپن همچنین دارای کرنش زاویه ای افزایش یافته است که به کرنش بیشتر حلقه کمک می‌کند. با این حال، این روند همیشه برای هر آلکان و آلکن کار نمی‌کند.

## کرنش پیچشی (کرنش پیتزر)
در برخی از مولکول‌ها، کرنش پیچشی می‌تواند علاوه بر کرنش زاویه ای، به کرنش حلقه نیز کمک کند. یک نمونه از چنین مولکولی سیکلوپروپان است. پیوندهای کربن-کربن سیکلوپروپان زوایای ۶۰ درجه را تشکیل می‌دهند که از زاویه ترجیحی ۱۰۹٫۵ درجه در آلکان‌ها فاصله دارد، بنابراین کرنش زاویه ای بیشترین سهم را در کرنش حلقه سیکلوپروپان دارد. با این حال، همان‌طور که در طرح‌ریزی نیومن از مولکول نشان داده شده است، اتم‌های هیدروژن گرفتار می‌شوند و باعث ایجاد فشار پیچشی نیز می‌شود.

## نمونه‌ها
در سیکلوآلکان‌ها، هر کربن به صورت کووالانسی غیرقطبی به دو کربن و دو هیدروژن متصل است. کربن‌ها دارای هیبریداسیون sp 3 هستند و باید زاویه پیوند ایده‌آل ۱۰۹٫۵ درجه داشته باشند. با توجه به محدودیت‌های ساختار چرخه‌ای، زاویه ایده‌آل تنها در یک حلقه شش کربنی — سیکلوهگزان در ساختار صندلی به دست می‌آید. برای سایر سیکلوآلکان‌ها، زوایای پیوند از ایده‌آل منحرف می‌شود.
مولکول‌هایی که دارای کرنش حلقه‌ای زیاد هستند از حلقه‌های سه، چهار و تعدادی پنج عضو تشکیل شده‌اند که عبارتند از: سیکلوپروپان‌ها، سیکلوپروپن‌ها، سیکلوبوتان‌ها، سیکلوبوتن‌ها ، [۱٬۱،1] پروپلان‌ها ، [۲٬۲،2] پروپلان‌ها، اپوکسیدها. آزیریدین‌ها، سیکلوپنتن‌ها و نوربورن‌ها. این مولکول‌ها دارای زوایای پیوند بین اتم‌های حلقه هستند که حادتر از زوایای پیوند چهار وجهی بهینه (۱۰۹٫۵ درجه) و مسطح مثلثی (۱۲۰ درجه) هستند که توسط پیوندهای sp 3 و sp 2 مربوطه آنها مورد نیاز است. به دلیل زوایای پیوند کوچکتر، پیوندها انرژی بالاتری دارند و برای کاهش انرژی پیوندها، از نویسه p بیشتری استفاده می‌کنند. علاوه بر این، ساختارهای حلقه ای سیکلوپروپان ها/ان‌ها و سیکللوبوتان ها/ان‌ها انعطاف‌پذیری ساختاری بسیار کمی را ارائه می‌دهند؛ بنابراین، جانشین‌های اتم‌های حلقه در یک ترکیب گرفتگی در سیکلوپروپان‌ها و بین گاوش و گرفتگی در سیکلوبوتان‌ها وجود دارند و به انرژی کرنش حلقه بالاتر به شکل دافعه واندروالسی کمک می‌کنند.
تک چرخه‌ها
- سیکلوپروپان (۲۹ کیلوکالری در مول)، C3H6 — زوایای پیوند CCC 60 درجه است در حالی که زوایای پیوند چهار وجهی 109.5 درجه انتظار می‌رود.[۱۵] کرنش زاویه ای شدید منجر به همپوشانی مداری غیرخطی اوربیتال‌های sp 3 آن می‌شود.[۱۶] به دلیل ناپایداری پیوند، سیکلوپروپان نسبت به سایر آلکان‌ها واکنش پذیرتر است.[۱۶] از آنجایی که هر سه نقطه یک صفحه را می‌سازد و سیکلوپروپان فقط سه کربن دارد، سیکلوپروپان مسطح است.[۱۵] زاویه پیوند HCH 115 درجه است در حالی که ۱۰۶ درجه مانند گروه‌های CH 2 پروپان انتظار می‌رود.[۱۵]
- سیکلوبوتان (۲۶٫۳ کیلوکالری در مول)، C 4 H 8 — اگر سیکلوبوتان کاملاً مسطح مربع بود، زوایای پیوند آن ۹۰ درجه بود در حالی که زوایای پیوند چهار وجهی ۱۰۹٫۵ درجه انتظار می‌رود.[۱۶] با این حال، زاویه پیوند CCC واقعی ۸۸ درجه است، زیرا دارای یک فرم کمی تا شده برای کاهش فشار پیچشی به قیمت کرنش زاویه کمی بیشتر است.[۱۶] انرژی کرنش بالای سیکلوبوتان در درجه اول از کرنش زاویه ای است.[۱۵]
- سیکلوپنتان (۷٫۴ کیلو کالری در مول)، C 5 H 10 — اگر یک پنج ضلعی مسطح کاملاً منظم بود، زوایای پیوند آن ۱۰۸ درجه بود، اما زوایای پیوند چهار وجهی ۱۰۹٫۵ درجه انتظار می‌رود.[۱۶] با این حال، شکل کوبیده ثابتی دارد که به سمت بالا و پایین موج می‌زند.[۱۶]
- سیکلوهگزان (۱٫۳ کیلوکالری در مول)، C 6 H 12 — اگرچه ساختار صندلی قادر به دستیابی به زوایای ایده‌آل است، ساختار نیم صندلی ناپایدار دارای کرنش زاویه ای در زوایای CCC است که از ۱۰۹٫۸۶ درجه تا ۱۱۹٫۰۷ درجه متغیر است.[۱۷]

چرخه‌های دوگانه
- bicyclo[1.1.0] بوتان (۶۶٫۳ کیلو کالری در مول)،C
4H
6
- bicyclo[1.2.0] پنتان (۵۴٫۷ کیلو کالری در مول)،C
5H
8
- [[bicyclo[1.3.0]هگزان]] (۲۶ کیلو کالری در مول)،C
6H
10
- نوربورنان (۱۶٫۶ کیلو کالری در مول)،C
7H
12

کرنش حلقه می‌تواند به‌طور قابل توجهی در سیستم‌های دو حلقه ای بیشتر باشد. به عنوان مثال، بی سیکلوبوتان، C 4 H 6، به عنوان یکی از پر فشارترین ترکیبات است که در مقیاس بزرگ قابل جداسازی است. انرژی کرنش آن ۶۳٫۹ کیلو کالری بر مول برآورد شده است.
سیکلوپروپان دارای مقدار کمتری کرنش حلقه ای است زیرا کمترین میزان غیر اشباع را دارد. در نتیجه افزایش مقدار غیر اشباع منجر به کرنش بیشتر حلقه می‌شود. به عنوان مثال، سیکلوپروپن دارای کرنش حلقه ای بیشتری نسبت به سیکلوپروپان است زیرا غیراشباع بیشتری دارد.

## کاربردها
انرژی پتانسیل و ساختار پیوند منحصربه‌فرد موجود در پیوندهای مولکول‌ها با کرنش حلقه می‌تواند برای ایجاد واکنش‌ها در سنتز آلی استفاده شود. نمونه‌هایی از این واکنش‌ها عبارتند از: پلیمریزاسیون متاتز با باز کردن حلقه، باز شدن حلقه ناشی از عکس سیکلوبوتن‌ها، و باز شدن حلقه هسته دوست اپوکسیدها و آزیریدین‌ها.
از افزایش انرژی پتانسیل ناشی از کرنش حلقه نیز می‌توان برای افزایش انرژی آزاد شده توسط مواد منفجره یا افزایش حساسیت ضربه ای آنها استفاده کرد. به عنوان مثال، حساسیت شوک ماده منفجره ۱٬۳،3-Trinitroazetidine را می‌توان تا حدی یا عمدتاً با فشار حلقه آن توضیح داد.